# Ciclone Aila
A tempestade ciclônica severa Aila (designação do JTWC: 02B, conhecido simplesmente como ciclone Aila) foi um ciclone tropical que atingiu a Índia e o Bangladesh durante a terceira semana de maio de 2009.
Aila formou-se de uma área de perturbações meteorológicas no centro do Golfo de Bengala em 23 de maio. Com condições meteorológicas favoráveis, Aila se tornou uma depressão tropical profunda em 24 de maio, segundo o Departamento Meteorológico da Índia. Seguindo para norte, o sistema continuou a se intensificar, e o Joint Typhoon Warning Center (JTWC) classificou o sistema como um ciclone tropical significativo também naquele dia. Mais tarde naquele dia, Aila se tornou a segunda tempestade ciclônica da temporada de ciclones no Índico Norte de 2009. As condições meteorológicas persistiram, e Aila se intensificou, em 25 de maio, para a primeira tempestade ciclônica severa desde a formação do ciclone Nargis em abril de 2008. Logo em seguida, Aila atingiu a costa do estado indiano de Bengala Ocidental com ventos máximos sustentados de 110 km/h. Sobre terra, Aila se enfraqueceu, e dissipou-se totalmente no dia seguinte.
Aila causou um grande desastre natural em Bangladesh e no estado indiano de Bengala Ocidental. Pelo menos 330 pessoas morreram como consequência dos efeitos de Aila na região, sendo os mais notórios as enchentes fluviais e marítimas, que afetaram o delta do Ganges, uma imensa região de planície sujeita a inundações.

## História da tempestade

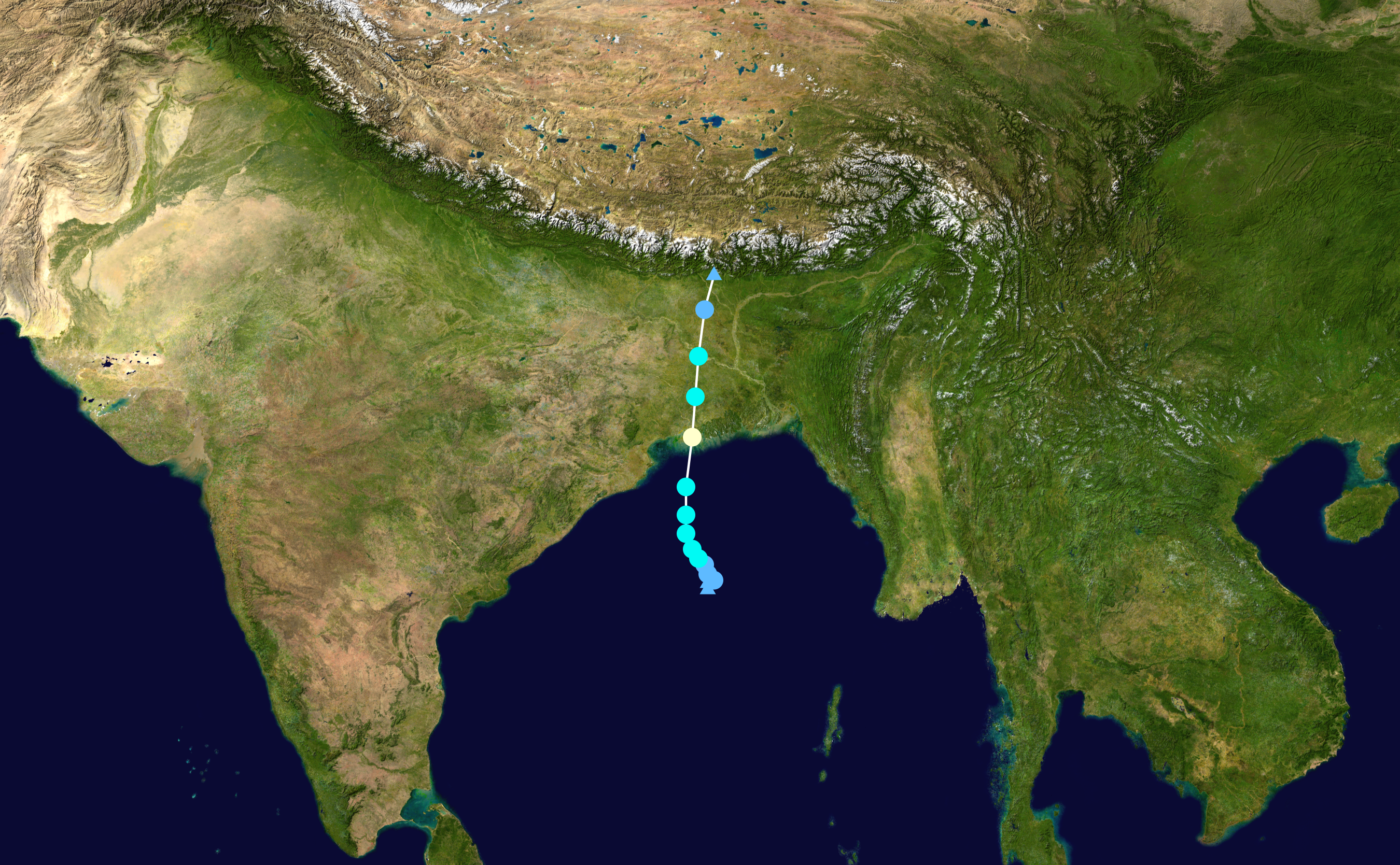
O caminho de Aila

Aila formou-se de uma área de perturbações meteorológicas que começou a mostrar sinais de organização em 21 de maio a cerca de 785 km a leste de Chennai, Índia. Inicialmente, a circulação ciclônica de baixos níveis da perturbação era mal definida e apresentava poucas áreas de convecção profunda. Porém, a perturbação estava numa área com condições meteorológicas favoráveis para o seu desenvolvimento, com baico cisalhamento do vento e águas sufucientemente quentes para sua intensificação. Com o gradual estabelecimento de fluxos de saída de altos níveis, novas áreas de convecção puderam ser formadas, ajudando na intensificação e na consolidação da perturbação. Em 23 de maio, com a contínua organização da perturbação, que foi melhorada com o aumento dos fluxos de saída causado pela aproximação de um cavado de onda curta ao noroeste do sistema, o Joint Typhoon Warning Center (JTWC) emitiu um Alerta de Formação de Ciclone Tropical (AFCT) sobre o sistema, que significava que a perturbação poderia se tornar um ciclone tropical significativo dentro de um período de 12 a 24 horas. Horas mais tarde, o Departamento Meteorológico da Índia (DMI), agência meteorológica designada pela Organização Meteorológica Mundial (OMM) para a monitoração de ciclones tropicais no Oceano Índico ao norte da Linha do Equador, avaliou que a perturbação já apresentava organização suficiente para ser declarado para a segunda depressão tropical da temporada de ciclones no Índico Norte de 2009, que ganhou a designação "BOB 02". A tendência de organização do sistema continuou, que mostrava durante a madrugada (UTC) de 24 de maio uma ampla circulação ciclônica de baixos níveis com várias áreas de convecção profunda associadas. Baseado nisto, o JTWC classificou o sistema para o segundo ciclone tropical significativo da temporada, atribuindo-lhe a designação "02B".

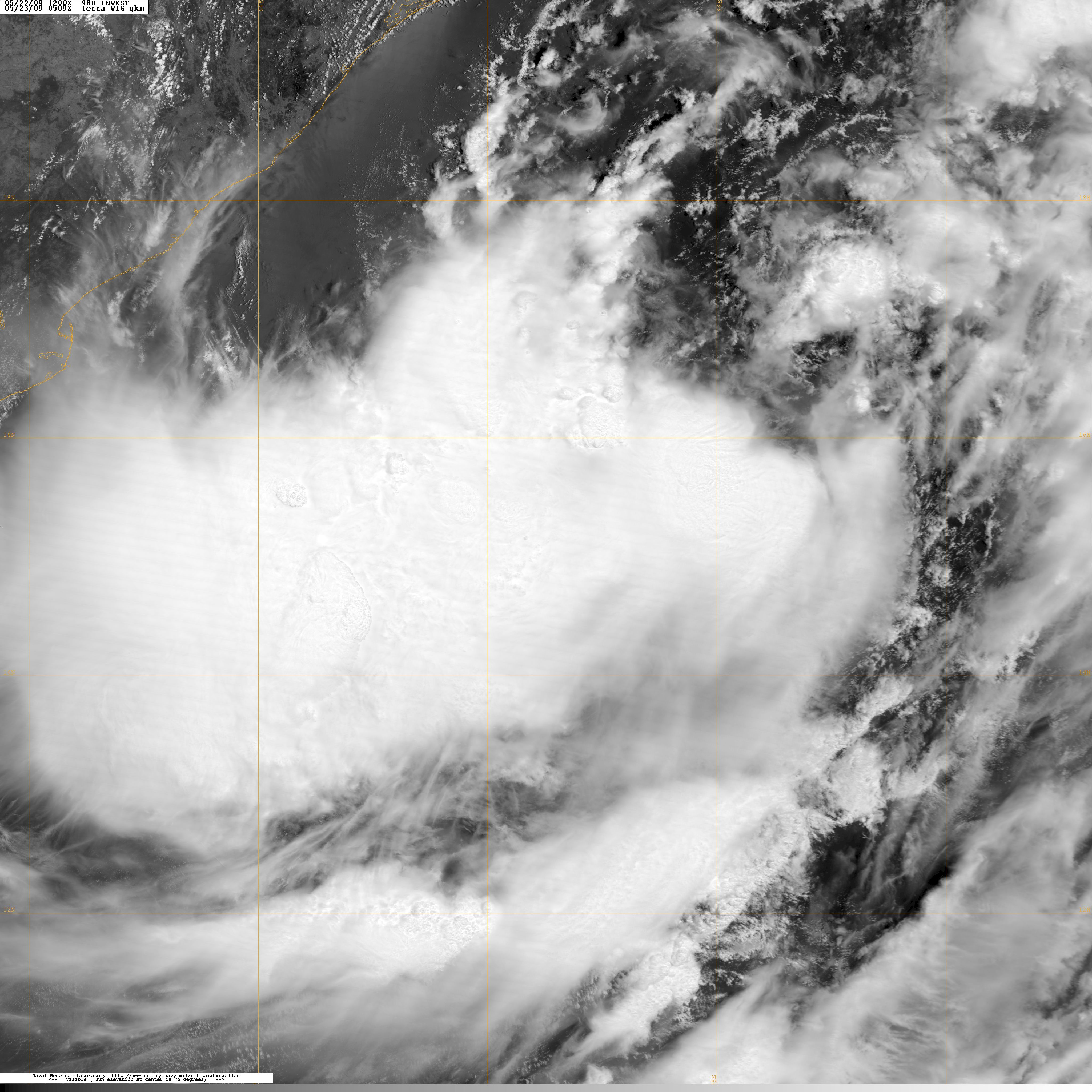
A depressão tropical BOB 02 em 23 de junho, antes de ser classificada para tempestade ciclônica Aila

Seguindo para norte sob a influência de um anticiclone sobre o Mianmar, o sistema continuou a se intensificar gradualmente, e ainda naquela madrugada (UTC), o DMI classificou o sistema para uma depressão tropical profunda, ou plena. Mais tarde naquele dia, o DMI classificou a depressão profunda para a segunda tempestade ciclônica da temporada de ciclones no Índico Norte de 2009, atribuindo-lhe o nome "Aila", que foi submetido à lista de nomes de ciclones por Maldivas. Continuando a seguir para norte, Aila continuou a se intensificar gradualmente com a contínua consolidação de sua circulação ciclônica de baixos níveis. Esta tendência de intensificação se acentuou durante a madrugada (UTC) de 25 de junho, quando Aila foi classificado para a primeira tempestade ciclônica severa da temporada, e a primeira tempestade ciclônica severa desde o ciclone Nargis em abril de 2008. Durante aquela manhã, formou-se no centro das áreas de convecção profunda de Aila um olho mal definido, com cerca de 55 km/h de diâmetro, indicando continua intensificação. Porém, Aila havia naquele momento atingido o seu pico de intensidade, com ventos máximos sustentados de 110 km/h, segundo o DMI, ou 120 km/h, segundo o JTWC, que utiliza um método diferente na medição de ventos máximos sustentados.

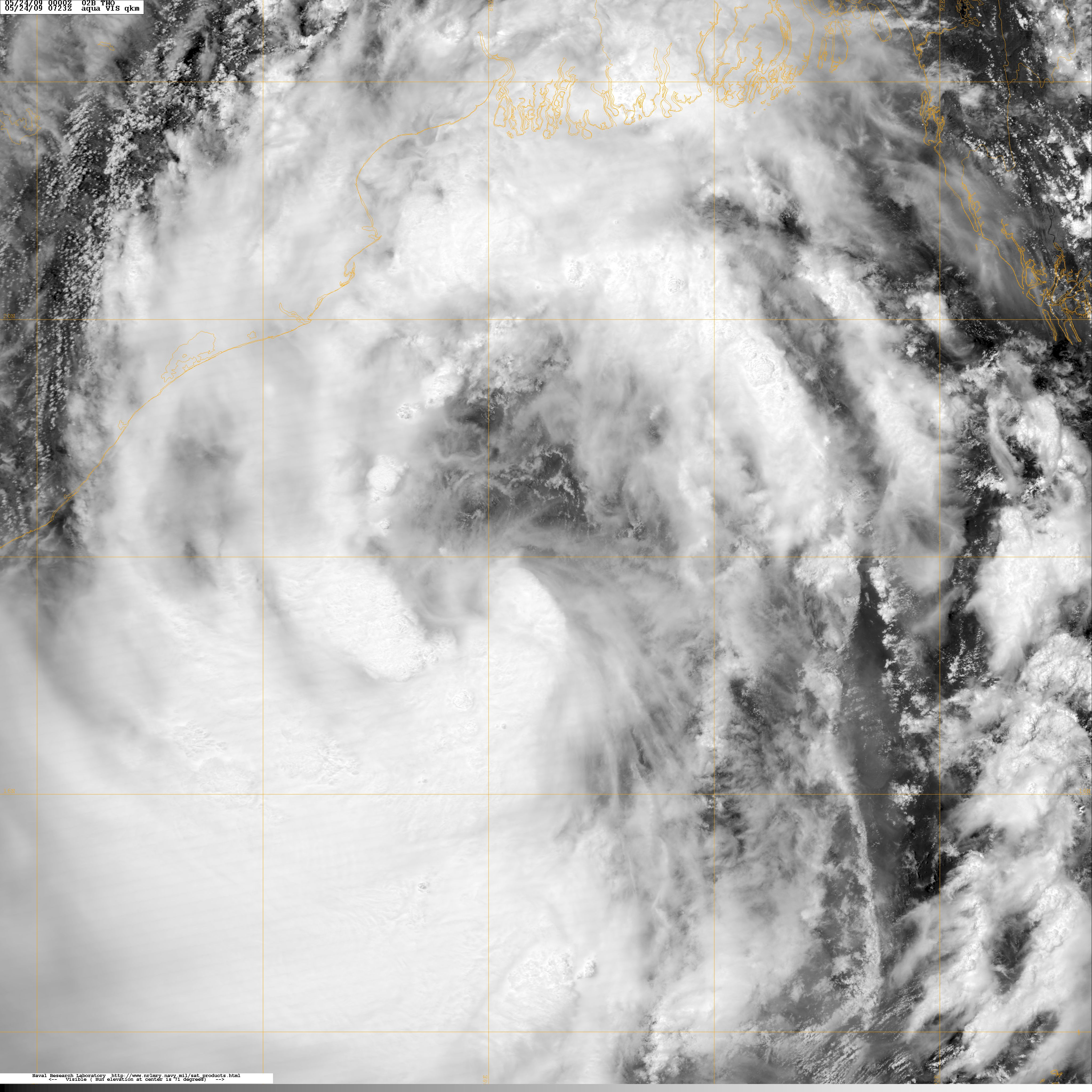
A tempestade ciclônica Aila em 24 de maio

Logo em seguida, Aila fez landfall na costa do estado indiano de Bengala Ocidental, ao sul de Calcutá, com ventos máximos sustentados de 110 km/h, por volta das 09:00 (UTC). Sobre a Índia e o oeste de Bangladesh, Aila demorou para se enfraquecer; um ciclone tropical sobre terra rapidamente se enfraquecer, já que o ciclone não recebe mais energia das águas quentes oceânicas e o terreno montanhoso destrói a circulação ciclônica de baixos níveis do sistema. Porém, aquela região apresenta relevo plano, e os bons fluxos de saída de altos níveis retardaram a tendência de enfraquecimento do ciclone. Aila foi desclassificado para uma tempestade ciclônica na tarde (UTC) de 25 de junho. Mais tarde naquele dia (UTC), o Joint Typhoon Warning Center (JTWC) emitiu seu aviso final sobre Aila assim que o ciclone seguia para norte, distanciando-se do oceano e encontrando condições meteorológicas mais hostis. Durante a madrugada (UTC) de 26 de junho, Aila se enfraqueceu para uma depressão tropical profunda, e para uma depressão tropical horas mais tarde. Ainda naquela manhã (UTC), o Departamento Meteorológico da Índia desclassificou a depressão tropical ex-Aila para uma área de baixa pressão remanescente e emitiu seu aviso final sobre o sistema.

## Preparativos e impactos
As autoridades na Índia retiraram milhares de residentes de áreas costeiras ameaçadas por Aila. Além disso, vários avisos e alertas foram emitidos antes do ciclone atingir a cidade populosa de Calcutá. No entanto, nenhuma espécie de alarme foi soada para alertas os residentes sobre a aproximação do ciclone.
No Distrito de Bhola, Bangladesh, cerca de 500.000 pessoas foram retiradas de suas residências e levadas para abrigos emergênciais em locais mais altos assim que Aila se aproximava da costa de Bangladesh. Os turistas na região foram recomendados para ficarem em seus hotéis durante a passagem do ciclone.

### Índia

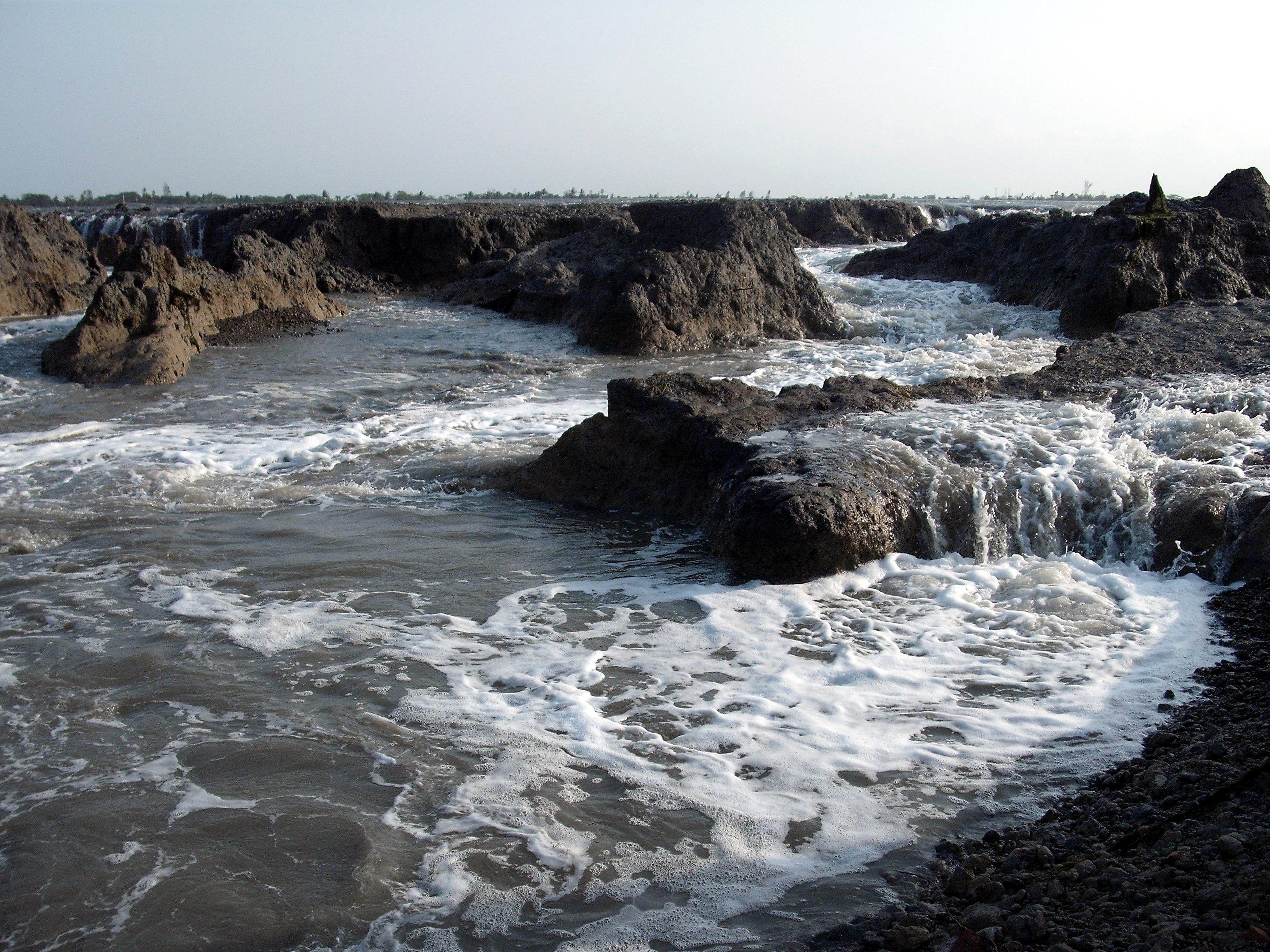
Uma barragem estourada pelas fortes chuvas de Aila em Bengala Ocidental, Índia

Na Índia, os danos iniciais sugeriram que 149 pessoas foram mortas pelo ciclone. Milhares de residentes ficaram desabrigados, já que as chuvas torrenciais levaram a enchentes na região. Os fortes ventos derrubaram várias árvores, bloqueando rodovias na região. Mais de 15.000 pessoas em oito vilarejos ficaram isolados, e ficaram impedidos de receber o auxílio de resgate pelas severas enchentes. Pelo menos 18 das 45 fatalidades registradas em Bengala Ocidental ocorreram em Calcutá, a região onde Aila cruzou a costa. Todos os sistemas de trânsito da cidade pararam de funcionar, e a rotina da metrópole foi profundamente alterada antes e após a passagem do ciclone. Além de Calcutá, outras quatro regiões de Bengala Ocidental foram profundamente afetadas pelo ciclone. Em todo o estado indiano, mais de 100.000 ficaram desabrigadas após a passagem de Aila. Pelo menos 100 rios, grandes e pequenos, na região foram inundados pela maré de tempestade. Em toda a Índia, mais de 150.000 pessoas ficaram desabrigadas. Na região norte de Bengala Ocidental, as chuvas causaram vários deslizamentos de terra na região sub-himalaiana. Na cidade de Darjeeling, os deslizamentos de terra mataram 22 pessoas e deixaram outras seis desaparecidas. Pelo menos 500 residências ficaram danificadas na região. Pelo menos 50.000 hectares de plantações foram perdidas na tempestade, causando prejuízos estimados em 26,3 milhões de dólares. Em toda a Bengala Ocidental, pelo menos 40.000 residências foram destruídas e outras 132.000 foram danificadas. Pelo menos 350.000 pessoas foram afetadas por Aila na região. Relatos posteriores indicaram que mais de 2,3 milhões de pessoas ficaram desabrigadas ou desalojadas e que o número de residências destruídas tinha aumentado para 175.000, e que o número de residências parcialmente destruídas tinha aumentado para 270.000.
As bandas externas de tempestade associadas a Aila também produziram chuvas torrenciais e fortes ventos no leste do estado indiano de Orissa. Na capital do estado, Paradip, a precipitação acumulada chegou a 260 mm, e as rajadas de vento chegaram a 90 km/h. Várias árvores e postes de transmissão de eletricidade foram derrubados, causando vários blackouts em númerosas regiões de Orissa. A forte ressaca causaram inundações costeiras em várias comunidades da região, forçando a retirada dos residentes da região para locais mais seguros. Rodovias também foram bloqueadas por enchentes ou por destroços, atrapalhando os esforços de ajuda. Pelo menos 1.000 acres de plantações foram perdidos durante a tempestade.
O sistema remanescente de Aila produziu rajadas de ventos e fortes chuvas também no estado indiano de Meghalaya em 25 e 26 de maio. A precipitação acumulada na região chegou a 213,4 mm, e os ventos chegaram a 60 km/h. Várias residências foram danificadas na região, e o fornecimento de eletricidade foi interrompido devido à queda de várias árvores. No entanto, o estado não registrou nenhum ferido ou fatalidade, mas várias ruas e algumas casas das principais cidades do estado.

### Bangladesh
As chuvas torrenciais causadas por Aila resultaram em pelo menos 179 fatalidades no Bangladesh. Mais de 400.000 pessoas ficaram isoladas devido às sérias enchentes em várias comunidades do litoral de Bangladesh. Vários vilarejos ficaram completamente submergidos pelas enchentes, ou foram completamente destruídos. Várias pessoas estão desaparecidas no país. A maré de tempestade, que chegou a mais de três metros acima do nível normal, atingiu as regiões do oeste do país, inundando ou submergido. Vários rios da região transbordaram, causando massivas enchentes fluviais. Numa região específica de Bangladesh, mais de 50.000 pessoas ficaram desabrigadas. Apesar dos avisos de aproximação de ciclone nos portos, vários barcos pesqueiros ignoraram os avisos e seguiram para alto-mar. As autoridades portuárias declararam que mais de 500 pescadores estavam desaparecidos logo após a passagem de Aila. Em Patuakhali, uma barragem entrou em colapso e inundou pelo menos cicno vilarejos. Várias residências foram destruídas e milhares de pessoas ficaram isoladas em outros vilarejos pelas severas enchentes. Em Chandpur, duas embarcações naufragaram no porto. Pelo menos 800 pessoas ficaram feridas e mais de 2,6 milhões foram afetadas de alguma forma pelo ciclone. Relatos não-oficiais indicaram que o número de fatalidades no país alcançou 121. No entanto, o governo de Bangladesh negou esta afirmação. Mais de 50.000 animais de criação foram mortos, e pelo menos outros 50.000 cervídeos estavam desaparecidos. Na ilha de Nizum Dwip, quase todas as construções ficaram seriamente danificadas ou destruídas, deixando aproximadamente 20.000 pessoas desabrigadas. No país, mais de 500.000 milhões de pessoas ficaram desabrigadas. Relatos posteriores declaravam que mais de 6.600 pessoas ficaram feridas pela tempestade e que mais de 3,3 milhões de pessoas foram afetadas. Os prejuízos totais causados no país totalizaram 14,4 milhões de dólares.

#### Impactos ambientais
O Sundarbans, uma região que abriga 265 tigres-de-bengala, foi inundado por enchentes que alcançaram mais de 6,1 m em altura. Houve a preocupação de que dezenas de tigres tenham se afogado, juntamente com cervídeos e crocodilos. Em 27 de maio, um tigre foi encontrado vivo ilhado numa árvore logo após a passagem do ciclone. Em 27 de maio, uma expedição de biólogos e veterinários começou a vasculhar a floresta ainda inundada por águas de 2,4 m em altura. Traziam consigo água potável, já que a fonte de água dos tigres havia sido contaminada por água salgada do mar.

## Após a tempestade
Governos estaduais e provinciais em cooperação com os governos centrais ativaram os programas de resgate e de reabilitação. Os exércitos foram usados para auxiliar os esforços de ajuda na região. No dia seguinte, o exército usou helicópteros para prover alimentos para a população afetada. Cerca de 2.500 soldados foram levados para Bengala Ocidental em 26 de maio. Várias equipes de resgate das marinhas da Índia e de Bangladesh foarm levadas para a região de Sunderbans, onde mais de 400.000 pessoas estavam isoladas pelas enchentes marítimas. Aproximadamente 100 campos de ajuda foram estabelecidos em Bengala Ocidental logo após a tempestade. Em 27 de maio, 400 soldados da Força Nacional de Resposta à Desastres foram levados para o estado para auxiliar nos esforços de ajuda. O governo da Índia liberou mais de 10 milhões de rupias (pouco mais de 200 mil dólares) em verbas de auxílio para as regiões afetadas em 26 de maio.
Imediatamente após a tempestade, uma equipe de 33 soldados da Marinha de Bangladesh foram levados para as regiões afetadas. A Cruz Vermelha também respondeu rapidamente, provendo tabletes purificadores de água e outros recursos de ajuda. O Comissário Deputado do distrito de Satkhira alocou dez toneladas de arroz e pouco menos de 1.500 dólares para contribuir nos esforços imediatos de ajuda naquele distrito. O governo alocou posteriormente pouco mais de 17.000 dólares e 1.000 toneladas de arroz para as regiões afetadas. Estes acumulados aumentaram posteriormente para 175.000 dólares e para 2.500 toneladas de arroz.
Cinco dias após a passagem de Aila, a Organização de Saúde de Bangladesh confirmou um grande surto de diarreia, que tinha afetado mais de 7.000 pessoas. Outro surto de disenteria afetou mais de 3.000 pessoas. Pelo menos duas pessoas morreram de diarreia, e pelo menos outras morreram nas mesmas circustâncias, sendo que o resultado definitivo ainda estava para sair. As autoridades locais temiam que os surtos poderiam levar a muitas fatalidades nas áreas isoladas que ainda não tinham recebido auxílios e que estavam sem água potável ou alimentos por mais de uma semana.